# Quend
Quend é uma comuna francesa na região administrativa de Altos da França, no departamento de Somme. Estende-se por uma área de 37.78 km². Em 2010 a comuna tinha 1 385 habitantes (densidade: 36,7 hab./km²).